# Antal László (műfordító)
Antal László (Budapest, 1924. március 25. – Budapest, 1996. május 17.) magyar műfordító, szerkesztő.

## Életpályája
1949-ben német–francia szakos tanári oklevelet szerzett a Pázmány Péter Tudományegyetemen. A honvédségnél matematikát, majd középiskolákban németet tanított. 1962-től a Kulturális Kapcsolatok Intézete munkatársa. 1972-től az Európa Könyvkiadó főszerkesztője, majd 1975-től nyugdíjba vonulásáig (1984) irodalmi vezetője. 1958-tól publikált.

## Műfordításai
- Émile Zola művei 1958–1989 között folyamatosan.
  - Rougonék szerencséje. Európa, 1958
  - A hajsza. (fordítás és utószó), Európa, 1958
  - Párizs gyomra. (fordítás és utószó), Európa, 1959
  - Mouret abbé vétke. (fordítás és utószó), Európa, 1960
  - A kegyelmes úr. Európa, 1960
  - A Patkányfogó. Európa, 1961
  - Állat az emberben. Európa, 1963
  - Pascal doktor. Európa, 1964
  - Plassans meghódítása. Európa, 1989
- Navarrai Margit: Heptameron. Magyar Helikon, 1969
- Alexandre Dumas: Egy orvos feljegyzései (Joseph Balsamo) I-IV. Európa, 1974
- Peter Weiss: A per. (Dráma 2 felvonásban Franz Kafka azonos című regénye alapján), Európa, Modern könyvtár 341, 1977
- Victor Hugo: A párizsi Notre-Dame 1482. (ford. és jegyz.) Európa, 1979
- Brantôme, Pierre de Bourdeille: Kacér hölgyek. Szerelmes történetek a XVI. századból (vál., ford., előszó, jegyz. és képvál.), Európa, 1986
- Nicolás Guillén: Kuba, 1959. Nagyvilág, 1959/7
- Alfred Andersch: Nyílt levél egy szovjet íróhoz egy elavult gondolatról. Nagyvilág, 1978/3
- Elias Canetti: Fültanúk (Karakterképek). Nagyvilág, 1982/1
- Elias Canetti: Hitler – ahogyan Speer látta. Nagyvilág, 1985/7
- Rolf Hochhuth: Meggondoltató történet; Anyaszív. Nagyvilág, 1987/1
- César de Saussure: Törökországi levelek és útirajzok. Kortárs, 1988/5
- Michel de Montaigne: A kegyetlenségről. Műhely, 1996/5
- Michel de Montaigne: A kegyetlenségről. Mérleg sorozat, Európa, 1997
- César de Saussure: Törökországi levelek és útirajzok 1730–1739. Pallas Stúdió – Attraktor Kft., 1999

## Társfordítói munkái
- Georg Hensel: A nagyszünetben; Hans Georg Brenner; Lépcsők. Megj.: Özönvíz után. Válogatás a Gruppe 47 német írócsoport műveiből, Európa, 1964
- Romain Gary: Az „új regény” – a lakatlan sziget regénye (részlet). Megj.: A francia új regény II. Tanulmányok – Vita. Európa, Modern könyvtár 122, 1967
- Émile Zola: Párizs gyomra (részlet). Megj:: Párizs: francia írók, költők, festők Párizsról. Európa, 1960
- Émile Zola: Párizs gyomra (részletek). Megj.: Irodalmi szakácskönyv. Minerva, 1970
- Stendhal: Végzetes jóindulat; Saint-Ismier lovag; Féder. Megj: Stendhal: Elbeszélések, Stendhal Művei 5, Magyar Helikon, 1968
- Johann Wolfgang Goethe: A mese; Az új Meluzina. Megj.: Johann Wolfgang Goethe: Három mese. Magyar Helikon, 1976
- Johann Wolfgang Goethe: Az új Meluzina. Megj.: Halhatatlan szerelmesek. Tizenkilencedik századi elbeszélések I.  A Világirodalom Remekei, Európa, 1983
- Johann Wolfgang Goethe: A mese. Megj.: Híres romantikus történetek. A Világirodalom remekei, Ventus Libro, 2007
- Johann Wolfgang Goethe: A mese. Romantikus történetek. Írisz könyvek. Ventus Libro, 2008
- Albert Camus: A vendég; Az eleven kő. Megj.: A száműzetés és az ország. Európa, 1969
- Albert Camus: A vendég. Megj.: A világirodalom legszebb elbeszélései III. Európa, 1973
- Albert Camus: A vendég; Az eleven kő. Megj.: Albert Camus: Regények és elbeszélések. Európa, 1979
- Albert Camus: A vendég; Az eleven kő. Megj.: A száműzetés és az ország. Jelenkor, 2018
- Franz Kafka: Lakodalmi készülődés falun; Blumfeld, az öregedő agglegény. Megj.: Franz Kafka: Elbeszélések, Európa, 1973
- Franz Kafka: Lakodalmi készülődés falun; Blumfeld, az öregedő agglegény. Megj.: Franz Kafka: Elbeszélések. Ferenczy, 1995.
- Franz Kafka: Blumfeld, az öregedő agglegény. Megj.: Franz Kafka: Az átváltozás (válogatott elbeszélések). Európa Diákkönyvtár, 1996.
- Franz Kafka: Felice Bauerhez és szüleihez, valamint Greta Blochhoz írt levelek. Megj.: Franz Kafka: Naplók, levelek. Európa, 1981
- Heinrich von Kleist: Eljegyzés Santo Domingón. Megj.: Heinrich von Kleist válogatott művei. Drámák és elbeszélések. Európa, 1977
- Heinrich von Kleist: Eljegyzés Santo Domingón. Megj.: Heinrich von Kleist: Elbeszélések. Jelenkor, 1995
- Siegfried Lenz: A futó; A lemondás; Súlyos gyász; A hónap szerencse-családja. Megj.:Siegfried Lenz: A világítóhajó és más elbeszélések. Európa zsebkönyvek,1979
- Egy névtelen tudósítása a mainzi választófejedelemnek. Velence, 1532. V. 31.;  Ferdinánd király levele testvérének, Habsburg Máriának, II. Lajos király özvegyének, Burgundia és Németalföld kormányzójának, Regensburg, 1532. VI. 22. Megj.: Kőszeg ostromának emlékezete. Bibliotheca Historica, Európa – Helikon, 1982
- Joseph Roth: A szépség diadala; A császár mellszobra. Megj.: Menekülés a homályba. Osztrák elbeszélők a XX. század első felében. Európa, 1988
- Joseph Roth: A császár mellszobra. Megj.: Huszadik századi osztrák novellák. Osztrák dekameron. Noran, 2008
- Navarrai Margit: Heptameron, Tizennyolcadik történet. Megj.: Édes keserűség. 23 szerelmes novella. Kriterion, 1973
- Navarrai Margit: Heptameron. Megj.: Híres családi történetek. Ventus Libro, 2007

## Szerkesztői tevékenysége
- Extra Hungariam (szerkesztette a politikusi memoársorozatot és annak köteteit):
  - Szász Béla: Minden kényszer nélkül. Egy műper története. Európa – História, 1989
  - Nagy Ferenc: Küzdelem a vasfüggöny mögött I-II. Európa – História, 1990
  - Horthy Miklós: Emlékirataim. Európa – História, 1990
  - Kállay Miklós: Magyarország miniszterelnöke voltam 1942–1944. Egy nemzet küzdelme a második világháborúban I-II. (A nem szerzői jegyzeteket Antal László és Borhi Attila írta). Európa – História, Bp., 1991
  - Nagy Vince: Októbertől októberig. Európa – História, 1991
  - Hennyey Gusztáv: Magyarország sorsa Kelet és Nyugat között. Európa – História, 1992
  - Lakatos Géza: Ahogyan én láttam. Európa – História, 1992
  - Ullein-Reviczky Antal: Német háború – orosz béke. Európa–História, 1993
  - Barcza György: Diplomata-emlékeim 1911–1945. Magyarország volt vatikáni és londoni követének emlékirataiból I-II. Európa – História, 1994
  - Kertész István: Magyar békeillúziók 1945–1947. Európa – História, 1995
  - Szegedy-Maszák Aladár: Az ember ősszel visszanéz I-II. Európa – História, 1996
- Maurice Paléologue: A cárok Oroszországa az első világháború alatt. Franciaország nagykövetének naplójából. (vál.). Európa, 1982
- Ego sum Gallicus captivus. Francia menekültek Magyarországon. Magyarországra menekült francia hadifoglyok emlékezései. Európa, 1980.
- Efraim Kishon: Veszett ernyő nyele. (vál.)., Európa, 1984
- Barátok a bajban. Lengyel menekültek Magyarországon 1939–1945. Európa, 1985
- Efraim Kishon: Az eszed tokja. (vál., szerk.). Európa, 1986
- Borbándi Gyula: A magyar emigráció életrajza 1945–1985 I-II. Európa, 1989
- Winston S. Churchill: A második világháború I-II. (Szerk. és a német dokumentumokat fordította). Európa, 1989
- Bangha Ernő: A Magyar Királyi Testőrség, 1920–1944. Európa, 1990
- Francesco Guicciardini: Itália története 1494–1534. Európa, 1990
- Gosztonyi Péter: A magyar honvédség a második világháborúban. Európa,1992
- Gosztonyi Péter: A Vörös Hadsereg. Európa, 1993.
- Ötven éve történt… Horthy István repülő főhadnagy tragikus halála. Auktor, 1992
- Ullein-Reviczky Antal: Német háború – orosz béke. Magyarország drámája. Európa, 1993
- Borbándi Gyula: Magyarok az Angol Kertben. A Szabad Európa Rádió története. Európa, 1996
- Szerkesztette az Európa Könyvkiadó „Emlékezések” sorozatát (39 kötet)

## Egyéb
- Antal László: Egy svájci nemesember II. Rákóczi Ferenc rodostói udvarában. Kortárs, 1988/5
- Antal László: Egy könyvsorozat margójára: Az Extra Hungariam politikai memoársorozatról. Magyar Szemle, 1993 (2. évf. 1-12. szám)

## Díjai
- A Munka Érdemrend ezüst fokozata (1967)
- A Munka Érdemrend arany fokozata (1984)
- Az Európa Könyvkiadó Nívódíja (1986)
- A Művészeti Alap Irodalmi Díja (1991)
- A Magyar Köztársaság Irodalmi Alapjának műfordítói díja (1991)
- Bölöni György-díj (1991)[3]
- A Magyar Köztársasági Érdemrend kiskeresztje, polgári tagozat (1994)[3][4]